# Halichondria panicea
Halichondria panicea (Pallas, 1766) è una spugna della famiglia Halichondriidae, a distribuzione cosmopolita.

## Descrizione
Halichondria panicea può assumere una gamma molto ampia di forme, talora difficili da riconoscere. Alcune di queste forme hanno una superficie granulare, ma altre volte la superficie è liscia, anche vetrosa. La superficie è spesso contrassegnato da osculi ben distinti, che talora possono trovarsi all'apice di formazioni tubolari.
La forma è determinata in larga misura dall'habitat: nelle zone più esposte al moto ondoso di solito si presenta sotto forma di lamine sottili, spesse 1-2 cm,, mentre nelle zone più riparate può assumere aspetto ramificato con estroflessioni lunghe sino fino a 20 cm.
Anche il colore può essere estremamente variabile. Gli esemplari che si sviluppano in acque profonde sono di colore dal bianco crema al grigio, mentre quelli che si sviluppano nelle zone più illuminate assumono una colorazione verde chiara, a causa della presenza di alghe simbiotiche che vivono vicino sulla superficie della spugna.
Il riconoscimento, reso difficile dalla molteplicità di forme, può essere facilitato da un odore caratteristico, simile a quello della polvere da sparo, tipico della specie.

## Biologia
È un organismo filtratore che dà luogo ad un microhabitat con una ricca fauna associata, formata da organismi commensali (soprattutto invertebrati ma anche alcuni piccoli vertebrati), e simbiotici (principalmente batteri).
Spesso si sviluppa come epibionte sul carapace di alcuni granchi o sulle conchiglie di alcuni molluschi, ovvero su alghe come Laminaria hyperborea o Cymodocea nodosa.
Tra i suoi predatori si annoverano diversi molluschi nudibranchi come Doris montereyensis, Doris odhneri, Geitodoris heathi e Doris pseudoargus.

## Distribuzione e habitat
È una specie marina con distribuzione cosmopolita che popola le acque costiere dal piano infralitorale sino a quello circalitorale, adattandosi ad una ampia varietà di nicchie ecologiche. Non è infrequente trovarla anche negli ambienti di laguna o lungo la foce dei fiumi. Predilige i substrati rocciosi, anche artificiali (banchine, pontili, etc).

## Tassonomia
Descritta per la prima volta nel 1776 da Pallas come Spongia panicea, questa specie, anche a causa del suo notevole polimorfismo, è stata descritta in epoche e luoghi diversi da diversi autori, dando vita ad una lunga lista di sinonimi:
- Alcyonium manusdiaboli Esper, 1794
- Alcyonium medullare Lamarck, 1815
- Amorphina appendiculata Schmidt, 1875
- Amorphina grisea Fristedt, 1887
- Amorphina paciscens Schmidt, 1875
- Halichondria albescens Rafinesque, 1818
- Halichondria ambigua Bowerbank, 1874
- Halichondria bretti Bowerbank, 1866
- Halichondria caduca Bowerbank, 1866
- Halichondria coccinea Bowerbank, 1861
- Halichondria coralloides Bowerbank, 1882
- Halichondria edusa Bowerbank, 1874
- Halichondria firmus (Bowerbank, 1874)
- Halichondria glabra Bowerbank, 1866
- Halichondria incerta Bowerbank, 1866
- Halichondria lactea (Bowerbank, 1866)
- Halichondria membrana (Bowerbank, 1866)
- Halichondria panicea (Pallas, 1766)
- Halichondria pannosus Verrill, 1874
- Halichondria papillaris (Linnaeus (Gmelin), 1791)
- Halichondria reticulata Lieberkühn, 1859
- Halichondria sevosa Johnston, 1842
- Halichondria topsenti de Laubenfels, 1936
- Halichondriella corticata Burton, 1931
- Halina panicea (Pallas, 1766)
- Hymeniacidon fallaciosus Bowerbank, 1866
- Hymeniacidon firmus Bowerbank, 1874
- Hymeniacidon fragilis Bowerbank, 1866
- Hymeniacidon lactea Bowerbank, 1866
- Hymeniacidon membrana Bowerbank, 1866
- Hymeniacidon parfitti Parfitt, 1868
- Hymeniacidon reticulata Bowerbank, 1866
- Hymeniacidon solida Bowerbank, 1874
- Hymeniacidon tegeticula Bowerbank, 1874
- Hymeniacidon thomasii Bowerbank, 1866
- Isodictya crassa Bowerbank, 1882
- Isodictya perplexa Bowerbank, 1882
- Menanetia minchini Topsent, 1896
- Microciona tumulosa Bowerbank, 1882
- Pellina bibula Schmidt, 1870
- Spongia compacta Sowerby, 1806
- Spongia cristata Ellis & Solander, 1786
- Spongia panicea Pallas, 1766
- Spongia seriata Grant, 1826
- Spongia tomentosa Linnaeus, 1767
- Spongia tubulosa Ellis & Solander, 1786
- Spongia urens Ellis & Solander, 1786
- Spuma borealis var. convoluta Miklucho-Maclay, 1870
- Spuma borealisvar. tuberosa Miklucho-Maclay, 1870
- Spuma borealis var. velamentosa Miklucho-Maclay, 1870
- Trachyopsilla glaberrima Burton, 1931